# Янніс Каріпідіс
Янніс Каріпідіс (грец. Γιάννης Καρυπίδης, *21 квітня 1952, Тбілісі) — координатор Центру дослідження та розвитку грецької культури країн Причорномор'я «Маврі Таласса» при префектурі Салоніки, уповноважений Центру у справах зв'язку із грецькими громадами країн СНД.

## Біографія
Народився в Тбілісі в родині понтійських греків. Батько Каріпідіс Микола Іванович був інженером-енергетиком, мати Котаніду Марія Максимівна — математиком. Дружина — Марія Чагуліду, має сина.
Освіту здобув на будівельному факультеті Грузинського політехнічного інституту, за фахом — архітектор. В період 1974—1977 років працював виконробом в ПМК-148 тресту «Удмуртсельстрой» в місті Іжевську, пізніше провідним інженером Тбіліського відділення Всесоюзного інституту «Гідропроект», брав участь у розробках проектів будівництва Інгурі-ГЕС, Жінвалі-ГЕС.
Активну участь у національному грецьку русі брав з 1978 року. В січні 1983 року очолив секцію зв'язків із грецькою молоддю при Тбіліському міському комітеті комсомолу, створену з ініціативи Едуарда Шеварднадзе.
1991 року емігрував до Греції, мешкає у місті Салоніки. Того самого року був обраний Головою Всегрецького товариства репатріантів «Мавроталассітес» у м. Салоніки, яким керує і донині. З 1997 року працює у Центрі дослідження та розвитку грецької культури країн Причорномор'я. Також є членом Президидії Всегрецької Федерації Понтійських громад, представляє Центр вивчення рідної мови. Заступник Президента фонду «Маврі таласса» (Чорне море).
1996 року працював спеціальним радником генерального секретаря репатріантів при Міністерстві Східної Македонії та Фракії. Від 1999 року — член Президії Всесвітньої Ради Понтійського Еллінізму (місто Бостон, США), переобирався в 2001, 2004 і 2007 роках.